# Yohann Durquet
Pas d'image ? Cliquez ici

a Compétitions nationales et continentales officielles uniquement.

Dernière mise à jour le 2 avril 2020.
Yohann Durquet, né le 11 mars 1988, est un joueur de rugby à XV évoluant principalement au poste d'arrière.

## Biographie
Yohann Durquet est formé à l'US Tours puis au Stade rochelais.
Il a porté le maillot national de l'équipe de France à sept aux tournois de Hong Kong et d'Adélaïde en 2009.
Il prend sa retraite à l'issue de la saison 2018-2019.